# Václav Stach

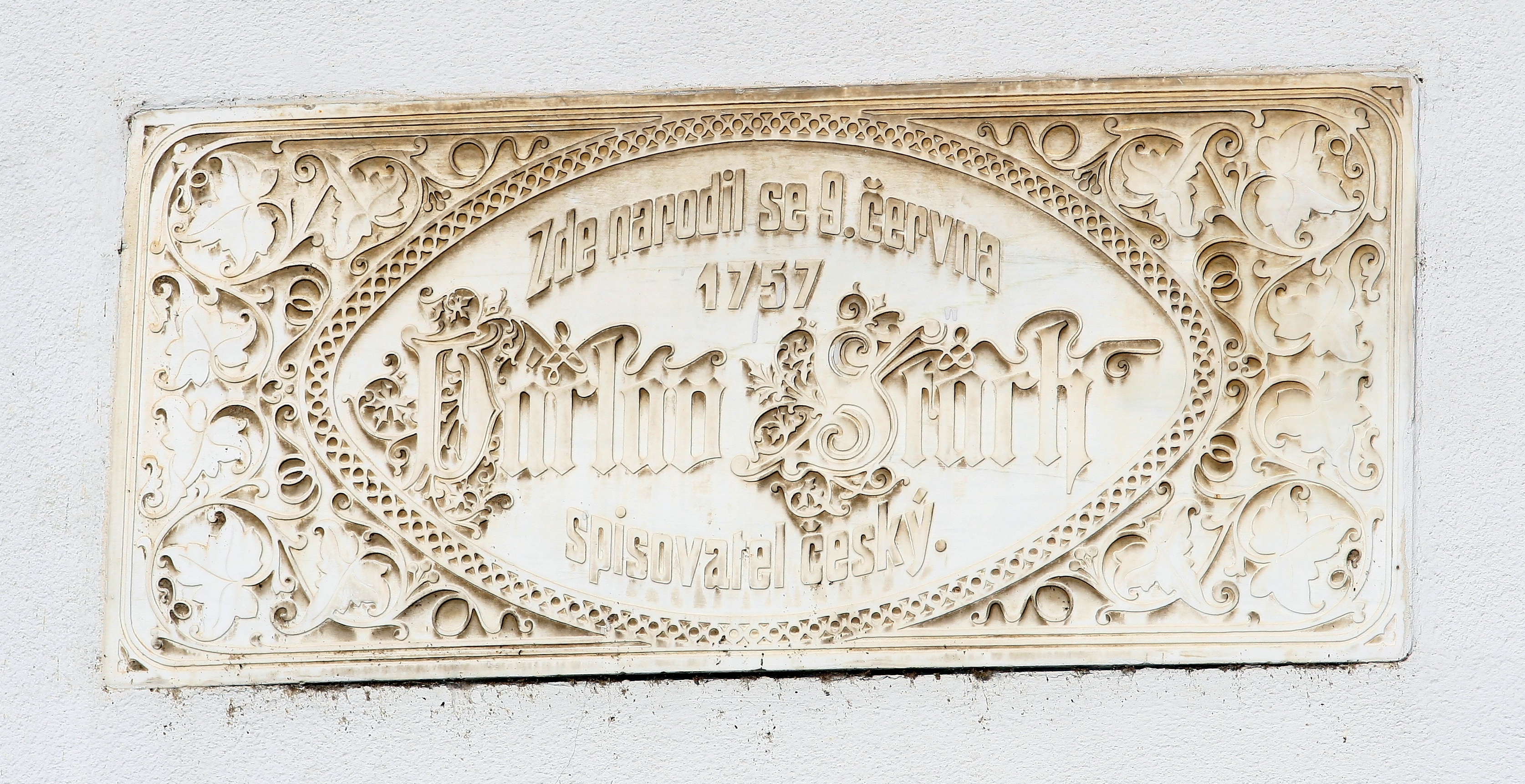
Pamětní deska Václava Stacha v Přešticích

Václav Stach (16. října 1754 Přeštice – 24. května 1831 Vídeň) byl český básník a překladatel. Povoláním byl kněz a učitel na kněžském semináři v Olomouci. Užíval několik pseudonymů – Podbělovský, Václav Petrýn, Záchodský ze Slevizu či Václav Charda.

## Život
Vystudoval jezuitské gymnázium v Klatovech, pokračoval studiem filozofie (absolvoval 1776) a teologie (vysvěcen 1781) v Praze. Od roku 1776 byl profesorem pastorální teologie na generálním semináři v Hradisku u Olomouce. Když byly v roce 1790 generální semináře zrušeny, přešel do olomouckého biskupského semináře. Ve věku 45 let byl penzionován.
Byl zásadním odpůrcem sylabotónické prozódie, navrhované v jeho době Dobrovským, patřil k nejohnivějším zastáncům prozódie časoměrné. Svědectvím o jeho účasti v tomto sporu je monumentální, nikdy nepublikovaná autobiografická básnická skladba Divný oučinek potěhu, čítající skoro čtrnáct tisíc (časoměrných) veršů, v níž se zabývá především kritikou Dobrovského a odpůrců časoměrné prozódie vůbec (s Dobrovským měl především osobní spor, Stach byl totiž Dobrovského podřízeným v semináři). Toto gigantické dílo je patrně vůbec nejrozsáhlejší česky psanou básní.
Mimo to vydal několik vlastních sbírek náboženské poezie (Písně křesťanské pro Slabeckou osadu, 1785, Nábožné písně pro katolického měšťana a sedláka k veřejným a domácím službám božím, 1791, Starý veršovec pro rozumnou kratochvíli, 1805), především pod vlivem Klopstocka a v poslední sbírce též Alexandera Popea. V rukopise zůstalo mnoho jeho prozaických vědeckých prací o literární teorii a soudobých snahách o českou gramatiku a prozodický systém, publikoval ale několik náboženských a politických spisů, mnoho podobných a ve své době velmi rozšířených spisků také přeložil z němčiny.
Významnou součástí Stachova životního díla jsou překlady z Klopstocka, především překlad nesmírně jazykově náročného básníkova stěžejního díla, eposu Mesiáš. Tento překlad je pokládán za jazykově nejlepší dílo předjungmannovské fáze národního obrození.
Pamětní deska připomínající místo narození Václava Stacha je umístěna na budově Spořitelny na Masarykovo náměstí v Přešticích.